# Darien Takle
Darien Takle é uma atriz neozelandesa, mais conhecida por seu papel de Cyrene na série de TV Xena: Warrior Princess.

## Biografia

### Vida Pessoal
Darien nasceu na Nova Zelândia na década de 1950.

### Prêmios
- Em 2003, venceu a categoria de melhor de atriz por suas atuações em Christmas.

## Filmografia

### Atriz
- Deceit (2004)
- Shortland Street (1992)
- Christmas (2003)
- Mercy Peak (2002)
- Xena: Warrior Princess (1995-2000)
- The Ugly (1997)
- Heavenly Creatures (1994)
- Typhon's People (1993)
- Possession (1985, série de TV)
- Second Time Lucky (1984)
- The Lost Tribe (1983)
- Gone Up North for a While (1972)